# Microprotopus longimanus
Microprotopus longimanus es una especie de anfípodo de la familia Microprotopidae. El nombre científico de la especie fue publicado válidamente por primera vez en 1887 por Chevreux.